# Kurt Binder
Kurt Binder (Korneuburg, 10 febbraio 1944 – 27 settembre 2022) è stato un fisico austriaco noto per le sue ricerche nel campo della meccanica statistica e della fisica della materia condensata.

## Biografia
Dopo aver frequentato le scuole a Vienna, Kurt Binder ha studiato fisica presso l'Università tecnica di Vienna, ottenendo il dottorato di ricerca nel 1969. Spostatosi all'Università tecnica di Monaco, dove ha conseguito l'abilitazione nel 1973, è stato poi professore all'Università della Saarland, all'Università di Colonia e infine (dal 1983) all'Università di Magonza, dove era anche membro dell'istituto Max Planck per la fisica dei polimeri. 
Era sposato con due figli.

## Ricerche
Kurt Binder è noto principalmente per essere stato uno dei pionieri nell'uso delle simulazioni Montecarlo in meccanica statistica e in fisica della materia condensata, rendendole uno dei principali strumenti a disposizione della fisica computazionale, sulle quali ha scritto anche alcuni libri. In particolare, si è occupato, fra le altre cose, di transizioni di fase, vetri di spin e fisica dei polimeri.

## Premi e riconoscimenti
Oltre a numerosi riconoscimenti minori, i principali premi ricevuti da Kurt Binder per le sue ricerche sono:
- Medaglia Max Planck nel 1993,[5]
- Medaglia Boltzmann nel 2007,[6]
- Premio per la Fisica dei Polimeri dell'APS nel 2020.[7]

Era inoltre membro dell'accademia delle scienze di Austria, Germania e Bulgaria.